# Alin Gheorghiu
Alin Gheorghiu (n. 21 aprilie 1973) este un balerin român, prim solist al Operei Naționale București din anul 1993. Căsătorit. Un copil.
Alin Gheorghiu a absolvit Liceul de Coregrafie „Floria Capsali” din București în 1992. 
In 1994 devine Prim Solist Balet al Operei Nationale Bucuresti pana in 2002
În 2001 a absolvit Universitatea Națională de Artă Teatrală și Cinematografică Ion Luca Caragiale din București, secția Coregrafie, specializarea pedagogie.
Alin Gheorghiu este unul dintre cele mai cunoscute nume ale baletului românesc. De-a lungul carierei a colaborat cu instituții de profil din țară și din străinătate și a dansat alături de personalități ale lumii dansului ca Luciana Savignano, Raffaelle Paganini, Gheorghe Iancu, Adeline Pastor, Michelle Wiles, etc.
A câștigat Premiul I la Concursul Național de Balet (1989 și 1991), Marele Premiu la Festivalul de Dans de la Phenian (Coreea de Nord, 1998) și a fost distins cu „Meritul Cultural” în grad de Cavaler, la Ambasada României de la Viena de către Președinția României în 2004.
În 1991 a fost invitat la Festivalul de Balet de la La Baule (Franța), unde a dansat alături de Catherine Halley, Maximiliano Guerra, Kader Belarbi. ICR București i-a acordat o bursă la Roma, în  1998. A efectuat cu Teatrul Fantasio din Constanța un turneu în  Germania cu  „Lacul lebedelor” de P.I. Ceaikovski în 1994 si a fost invitat la Festivalul de la Vigniale (Italia), unde a dansat alături de Luciana Savigniano și Rafaelle Paganini în 1995. A mai participat în 1998 la Festivalul de Balet de la Udine (Italia), unde a dansat alături de Gheorghe Iancu, și a fost invitat să interpreteze rolul Albert din „Giselle” de Adolphe Ch. Adam la Teatrul de Operă și Balet din Ruse (Bulgaria) în anul 2000.
A fost din 2002 solist la Landestheater Salzburg (Austria), apoi, în 2007, a revenit ca prim solist la Opera Națională București.  
Sef compartiment balet al Operei Nationale Bucuresti din 2011 pana în 2013. Din 2013 pana în 2014 sef compartiment balet divertisment al Operei Nationale Bucuresti. Din 2014 pana în 2021 este maestru de balet la ONB. Din 2021 este Director Balet Opera Națională București. 
Este membru în asociația culturala și de prietenie Romania-Israel.
Membru în Rotary Club București pana în 2013.
Coordonator al compartimentului balet din cadrul Teatrului de Opereta si Musical Ion Dacian între 01.ian.2017 si 31 dec. 2019.
Membru Who is who Romania. 

## Repertoriu
Din repertoriul lui Alin Gheorghiu fac parte roluri precum:
- Phoebus din „Notre Dame de Paris” (colaj muzical, coregrafia: Ioan Tugearu),
- Vronski din „Anna Karenina” de Piotr Ilici Ceaikovski (coregrafia: Ioan Tugearu),
- Petrucchio din „Îmblânzirea Scorpiei” (colaj muzical, coregrafia: Ioan Tugearu),
- Oberon din „Visul unei nopți de vară”  (coregrafia: Mihaela Atanasiu),
- Escamillo din „Carmen” de Georges Bizet și Rodion Șcedrin,
- Manfred din „Manfred” de P.I. Ceaikovski (coregrafia: Ioan Tugearu),
- Kascey din „Pasărea de foc” de Igor Stravinski, coregrafia: Alexa Mezincescu,
- „Bolero” de Maurice Ravel,
- Pas de deux din „Paquita” de Ludwig Minkus (coregrafia: Marius Petipa, regia: Ileana Iliescu),
- „Anotimpurile” de Antonio Vivaldi,
- Antonio din „Faust” de Charles Gounod (coregrafia: Alexa

Mezincescu),
Aida-Radames
Iguaya-coregrafia Gelu Barbu
- Soțul din „Femei” (colaj muzical, coregrafia: Gheorghe Iancu),

precum și o suită de roluri de excepție, realizate la Landestheater din Salzburg.
La acestea se adaugă rolurile din baletele de dans clasic cum ar fi: 
- Siegfried din „Lacul lebedelor” de P.I. Ceaikovski (regia și adaptarea coregrafică: Oleg Danovski),
- Deirfgeis din „Lacul lebedelor” de P.I. Ceaikovski (regia și adaptarea coregrafică: Gheorghe Iancu),
- Prințul Albert și Hans din „Giselle” de Adolphe Charles Adam (regia și adaptarea coregrafică: Mihai Babușka),
- Basil din „Don Quijote” de Ludwig Minkus (regia și adaptarea coregrafică: Vasile Marcu si Mihai Babușka),
- Romeo din „Romeo și Julieta” de Serghei Prokofiev (coregrafia: Ioan Tugearu),
- Solor din „Baiadera” de Ludwig Minkus (regia și adaptarea coregrafică: Valerii Kovtun).

De-a lungul carierei a fost în numeroase turnee în Italia, Germania, Elveția, Austria, Olanda, Bulgaria, Coreea de Nord, Belgia, Franța, Finlanda.